# Bauernhof Heribertstraße 2

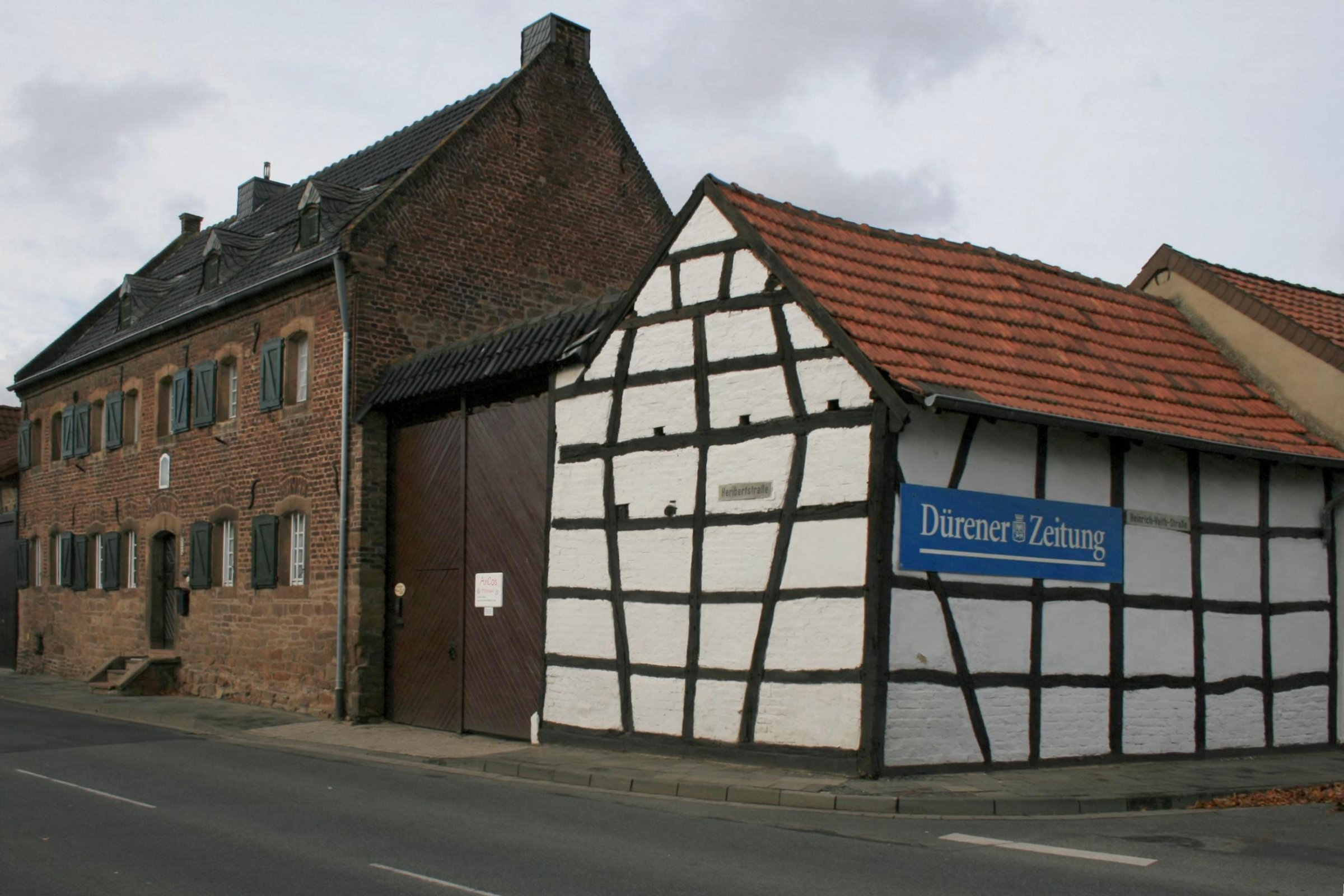
Teilansicht des Hofes

Der Bauernhof Heribertstraße 2 befindet sich in Eschweiler über Feld, einem Ortsteil der Gemeinde Nörvenich im Kreis Düren, Nordrhein-Westfalen, an der Ecke Heribertstraße/Heinrich-Veith-Straße.
Die mehrteilige Hofanlage wurde nach den Datierungen auf den Mauerankern im Jahre 1792 erbaut. Das Wohnhaus hat zwei Geschosse und ist aus Backsteinen mit einem Bruchsteinunterbau gemauert, traufständig zu sieben Achsen. Der Eingang besteht aus Sandsteingewände und hat einen geschweiften Sturz mit Keilstein. Zur genagelten und profilierten Hauseingangstür führt eine Freitreppe. Über dem Hauseingang befindet sich eine kleine Heiligennische. Im Haus befinden sich Sprossenfenster mit Sandsteingewände und profiliertem Sturz im Keilstein mit Schlagläden. Die Giebelwände sind hochgezogen. Das Haus ist mit einem Satteldach versehen, in das verschieferte Dachgauben eingebaut sind. Rechts neben dem Wohnhaus befindet sich eine Tordurchfahrt mit einem anschließenden Wirtschaftsgebäude aus Fachwerk. Die Gefache sind ausgemauert.
Der Bauernhof wurde am 11. März 1985 in die Denkmalliste der Gemeinde Nörvenich unter Nr. 18 eingetragen.

## Belege
- Denkmalliste der Gemeinde Nörvenich (PDF-Datei; 105 kB)

Koordinaten: 50° 48′ 41,8″ N, 6° 34′ 59,2″ O